# Чемпионат Кыргызстана по шоссейному велоспорту
Чемпионат Кыргызстана по шоссейному велоспорту — национальный чемпионат Кыргызстана по шоссейному велоспорту, проводимый Федерацией велоспорта Кыргызстана с 2002 года. За победу в дисциплинах присуждается майка в цветах национального флага (на илл.).

## Призёры

### Мужчины. Групповая гонка.
| Год  | Золото         | Серебро            | Бронза              |
| ---- | -------------- | ------------------ | ------------------- |
| 2002 | Евгений Ваккер | Вячеслав Дядичкин  | Александр Акименко  |
| 2003 | Евгений Ваккер | Александр Акименко | Вячеслав Дядичкин   |
| 2004 | Евгений Ваккер | Леонид Милуков     | Александр Акименко  |
| 2007 | Евгений Ваккер | Александр Акименко | Денис Елисеев       |
| 2008 | Евгений Ваккер | Азамат Нурымбетов  | Валерий Гурский     |
| 2009 | Евгений Ваккер | Марат Мамбеталиев  | Андрей Курочкин     |
| 2010 | Евгений Ваккер | Асылбек Сунгатиев  | Денис Елисеев       |
| 2011 | Евгений Ваккер | Александр Бегишев  | Евгений Руссо       |
| 2012 | Евгений Ваккер | Евгений Руссо      | Жаныбек Саткыналиев |
| 2013 | Евгений Ваккер | Евгений Руссо      | Андрей Курочкин     |
| 2014 | ?              |                    |                     |
| 2015 | Евгений Ваккер | Евгений Руссо      | Алмаз Баильбеков    |

### Мужчины. Индивидуальная гонка.
| Год  | Золото         | Серебро            | Бронза             |
| ---- | -------------- | ------------------ | ------------------ |
| 2002 | Евгений Ваккер | Александр Акименко | Леонид Милуков     |
| 2003 | Евгений Ваккер | Вячеслав Дядичкин  | Александр Акименко |
| 2004 | Евгений Ваккер | Вячеслав Дядичкин  | Александр Акименко |
| 2007 | Евгений Ваккер | Денис Елисеев      | Леонид Милуков     |
| 2008 | Евгений Ваккер | Нурлан Исаков      | Марат Мамбеталиев  |
| 2009 | Евгений Ваккер | Денис Елисеев      | Виктор Редько      |
| 2010 | Евгений Ваккер | Леонид Милуков     | Асылбек Сунгатиев  |
| 2011 | Евгений Ваккер | Шалымбек Бараев    | Евгений Руссо      |
| 2012 | Евгений Ваккер | Евгений Руссо      | Александр Бегишев  |
| 2013 | Евгений Ваккер | Евгений Руссо      | Леонид Валиев      |
| 2014 | ?              |                    |                    |
| 2015 | Евгений Ваккер | Евгений Руссо      | Шалымбек Бараев    |